# Beth Botsford
Beth Botsford (Baltimora, 21 maggio 1981) è un'ex nuotatrice statunitense.
Specializzata nel dorso, ha vinto due medaglie d'oro alle Olimpiadi di Atlanta 1996, nei 100 m dorso e nella staffetta 4x100 m misti.

## Palmarès
- Olimpiadi

Atlanta 1996: oro nei 100m dorso e nella 4x100m misti.
- Giochi panamericani

Winnipeg 1999: argento nei 200m dorso e bronzo nei 100m dorso.
- Universiadi

Daegu 2003: argento nei 50m dorso e nella 4x100m misti.